# Округ Луис (Западна Вирџинија)
Округ Луис (енгл. Lewis County) је округ у америчкој савезној држави Западна Вирџинија.

## Демографија
По попису из 2010. године број становника је 16.372, што је 547 (-3,2%) становника мање него 2000. године.
| Група             | 2000.          | 2010.          |
| Белци             | 16.604 (98,1%) | 15.964 (97,5%) |
| Афроамериканци    | 22 (0,1%)      | 74 (0,5%)      |
| Азијати           | 49 (0,3%)      | 55 (0,3%)      |
| Хиспаноамериканци | 85 (0,5%)      | 104 (0,6%)     |
| Укупно            | 16.919         | 16.372         |